# Dülmen (Odenthal)
Dülmen ist ein Ortsteil in Unterodenthal in der Gemeinde Odenthal im Rheinisch-Bergischen Kreis. Er liegt auf der Höhe nordwestlich von Erberich an der Grenze zu Leverkusen.

## Geschichte
Erstmals wird Dülmen am 25. November 1356 als Hof urkundlich erwähnt, auf dem Heinrich Haese van den Dulmen wohnte. Für 1399 wird mitgeteilt, dass der Ort dem Hofgericht Holz unterstellt sei. Im Mittelalter gehörte es zur bergischen Honschaft Blecher.
Während des Spanischen Erbfolgekriegs hatten auch die Odenthaler ihre Beiträge zur Landesverteidigung zu leisten. In diesem Zusammenhang hatte Dülmen 1 Palisade, 9 Faschinen und 27 Pfähle zu stellen. 
Carl Friedrich von Wiebeking benennt die Hofschaft auf seiner Charte des Herzogthums Berg 1789 als Dulmen. Aus ihr geht hervor, dass Dülmen zu dieser Zeit Teil von Unterodenthal in der Herrschaft Odenthal war.
Unter der französischen Verwaltung zwischen 1806 und 1813 wurde die Herrschaft aufgelöst und Dülmen wurde politisch der Mairie Odenthal im Kanton Bensberg zugeordnet. 1816 wandelten die Preußen die Mairie zur Bürgermeisterei Odenthal im Kreis Mülheim am Rhein. 
Der Ort ist auf der Topographischen Aufnahme der Rheinlande von 1824 und auf der Preußischen Uraufnahme von 1840 als Düllmen verzeichnet. Ab der Preußischen Neuaufnahme von 1892 ist er auf Messtischblättern regelmäßig als Dülmen verzeichnet. 
Seit 1966 verfügte der Ort über eine Versorgungsleitung für Trinkwasser. Dülmen ist seid jeher Teil der katholischen Pfarre Odenthal.
| Jahr | Einwohner | Wohn- gebäude | Kategorie  |
| ---- | --------- | ------------- | ---------- |
| 1822 | 9         |               | Ackergüter |
| 1830 | 11        |               | Ackergut   |
| 1845 | 22        | 5             | Ackergüter |
| 1871 | 19        | 3             | Hofstelle  |
| 1885 | 19        | 3             | Wohnplatz  |
| 1895 | 17        | 3             | Wohnplatz  |
| 1905 | 20        | 3             | Wohnplatz  |